# Jørn Lunn Olsen
Jørn Lunn Olsen (1992) è un ex sciatore alpino norvegese.

## Biografia
Attivo in gare FIS dal novembre del 2007, Olsen in Coppa Europa esordì il 2 marzo 2010 a Sarentino in discesa libera (50º), ottenne il miglior piazzamento il 24 febbraio 2011 nella medesima località in supercombinata (43º) e disputò l'ultima gara il 27 gennaio 2012 ad Altenmarkt-Zauchensee in discesa libera (62º). Si ritirò al termine di quella stagione 2011-2012 e la sua ultima gara fu un supergigante FIS disputato a Hemsedal il 23 aprile, non completato da Olsen; non debuttò in Coppa del Mondo né prese parte a rassegne olimpiche o iridate.

## Palmarès

### Campionati norvegesi
- 1 medaglia:
  - 1 argento (discesa libera nel 2011)